# Leptotarsus ixion
Leptotarsus ixion är en tvåvingeart som först beskrevs av Alexander 1949.  Leptotarsus ixion ingår i släktet Leptotarsus och familjen storharkrankar. Inga underarter finns listade i Catalogue of Life.